# Rhytiphora armatula
Rhytiphora armatula är en skalbaggsart som först beskrevs av White 1859.  Rhytiphora armatula ingår i släktet Rhytiphora och familjen långhorningar. Inga underarter finns listade i Catalogue of Life.